# Giovanni Battista Forzinetti
Giovanni Battista Forzinetti (Palermo, 27 novembre 1903 – Palermo, 6 marzo 1971) è stato un armatore italiano.

## Biografia

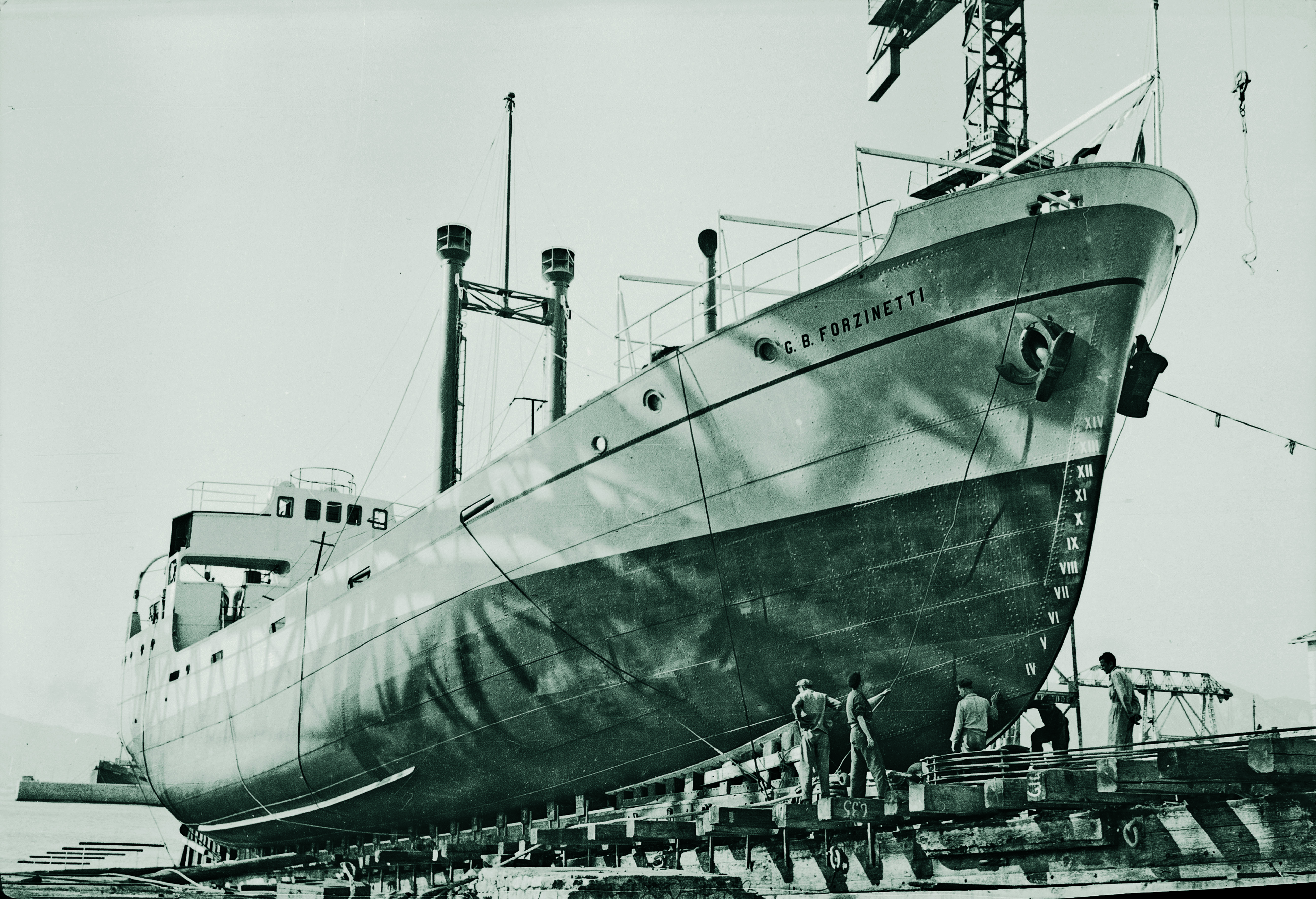
Foto nave

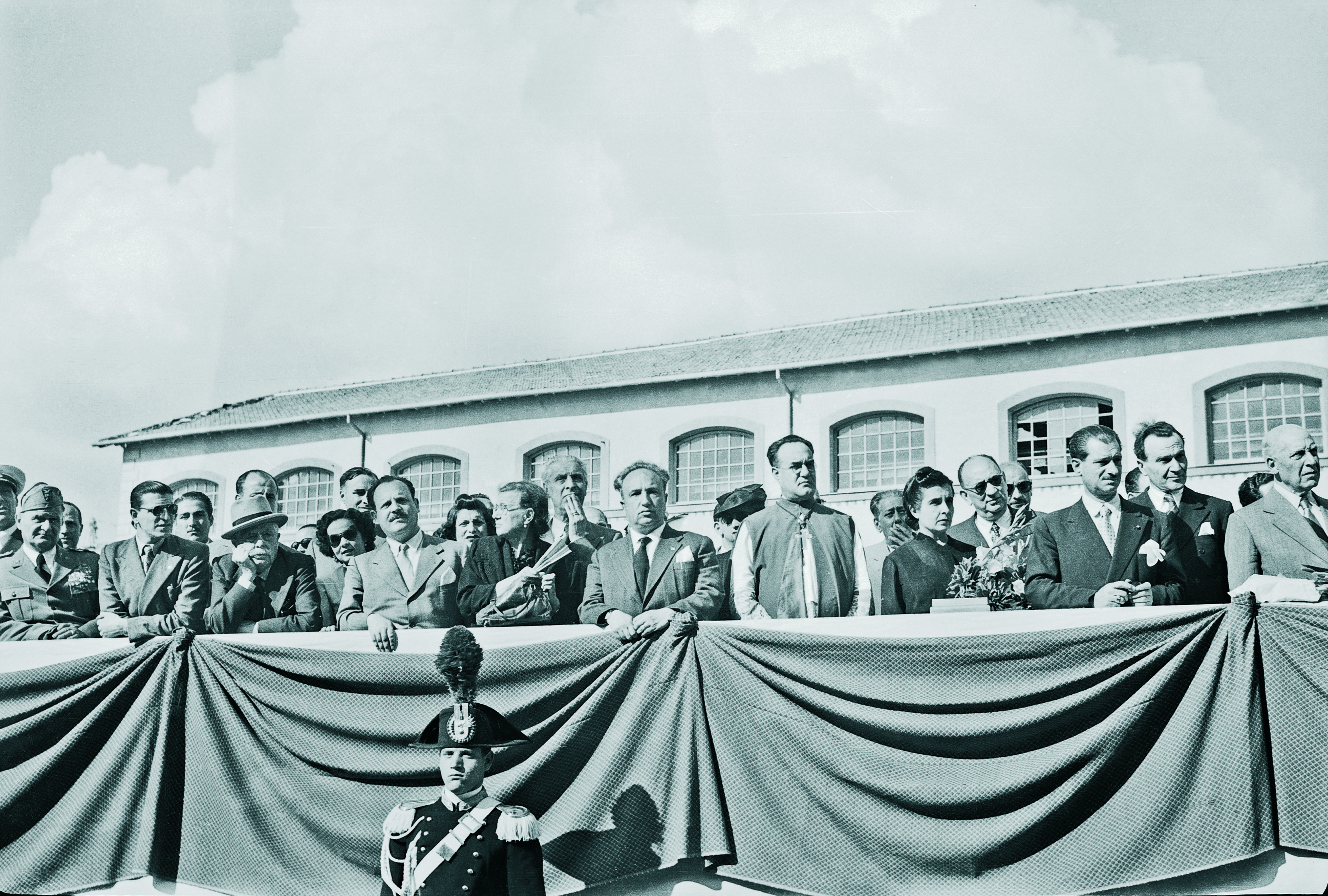
Foto gruppo

Attivo nel settore del trasporto marittimo e commerciale nel Mediterraneo, fu una figura di rilievo nel panorama economico siciliano del Novecento. Operò con successo nel contesto della ricostruzione postbellica, contribuendo al rilancio delle rotte marittime tra la Sicilia, l'Italia continentale e la Spagna.
Il suo operato fu cruciale nello sviluppo del comparto navale palermitano, e si distinse per una gestione imprenditoriale rigorosa e innovativa, in grado di attrarre manodopera locale e professionalità tecniche, promuovendo l'occupazione marittima e portuale in città.
Intrattenne rapporti personali e di stima con alcuni dei principali protagonisti della scena politica e industriale italiana del tempo, tra cui Vittorio Emanuele Orlando, Vittorio Valletta (amministratore delegato della FIAT) e Giuseppe Alessi, primo presidente della Regione Siciliana.